# Boykinia
Boykinia ist eine Pflanzengattung innerhalb der Familie der Steinbrechgewächse (Saxifragaceae). Sie besitzt ein disjunktes Areal auf der Nordhalbkugel: hauptsächlich in Nordamerika, eine Art aber in Japan.

## Beschreibung

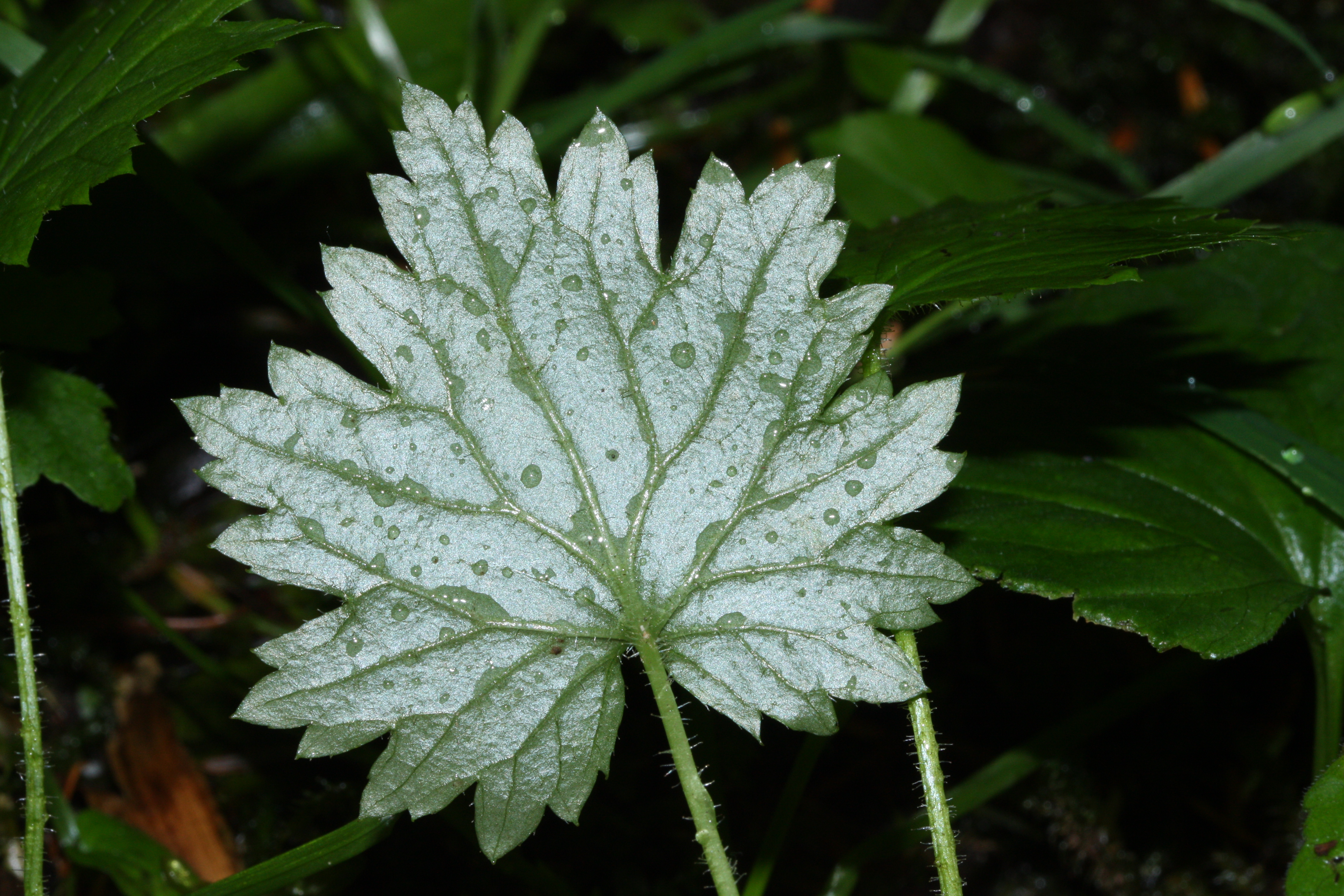
Trichome auf der Blattunterseite von Boykinia occidentalis

### Vegetative Merkmale
Boykinia-Arten wachsen als ausdauernde krautige Pflanzen und erreichen je nach Art Wuchshöhen von 10 bis 130 cm. Sie bilden kriechende, kurze Rhizome als Überdauerungsorgane und bei Boykinia intermedia kann so etwas Ähnliches wie Stolonen vorhanden sein.
Die aufrechten, intensiv drüsig und flaumig behaarten Stängel besitzen wenige bis einige Laubblätter, die den basalen Blättern ähnlich sind, aber nach oben hin langsam kleiner werden und in ungestielte Hochblätter übergehen. Die meisten Laubblätter stehen in einer grundständigen Blattrosette zusammen und sind in Blattstiel und Blattspreite gegliedert. Die Blattstiele sind intensiv drüsig behaart. Die einfachen, fiedernervigen Blattspreiten sind herz-, nieren- oder fast kreisförmig mit herzförmiger Basis und schwach bis tief eingeschnitten gelappt. Der Blattrand ist gekerbt bis gesägt. Die Blattoberfläche ist unterschiedlich stark drüsig behaart. Es sind Nebenblätter vorhanden.

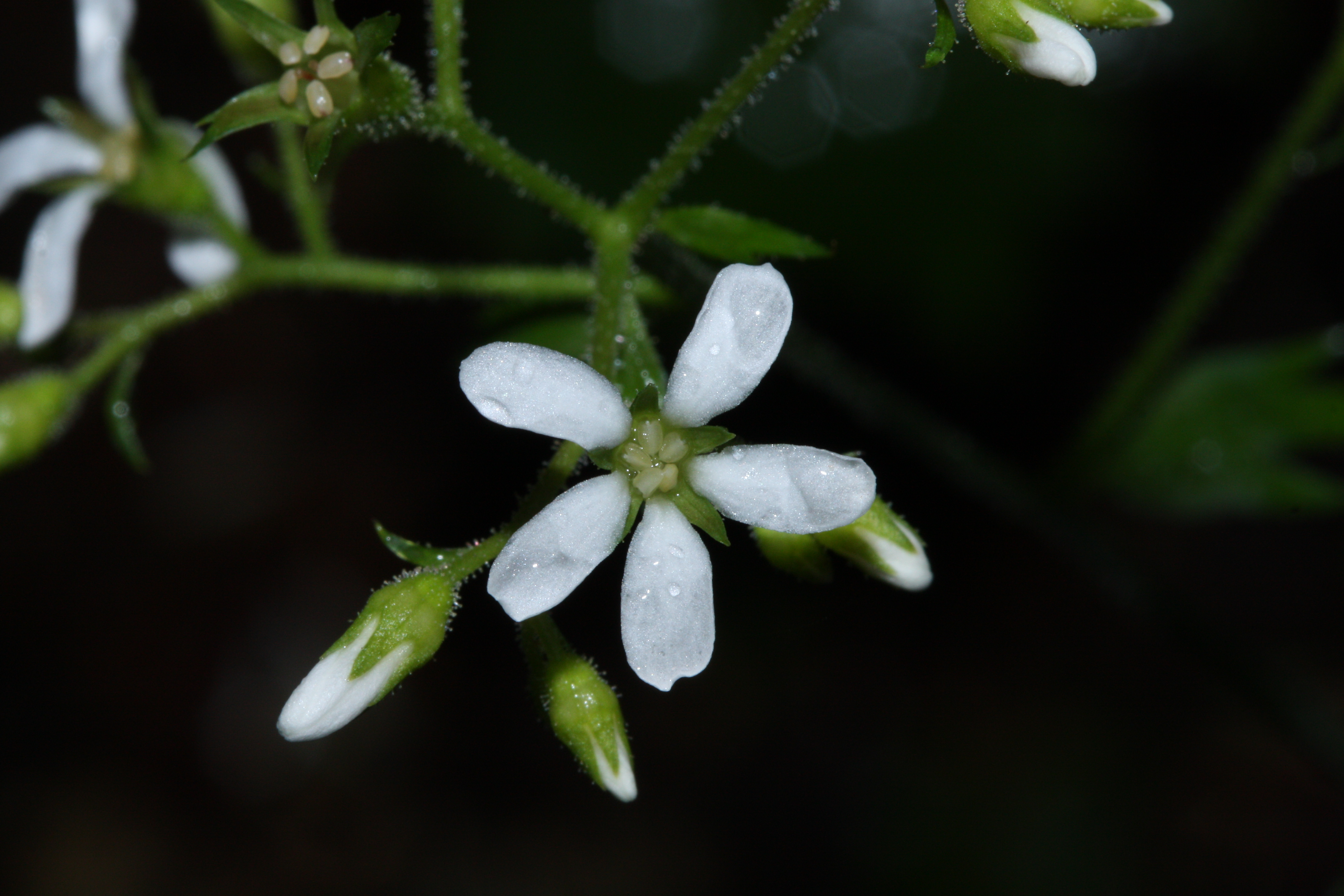
Ausschnitt aus einem Blütenstand von Boykinia occidentalis mit einer gestielten, fünfzählige Blüte, deutlich zu sehen sind die je fünf grünen Kelchblätter und weißen, ungeteilten Kronblätter.

### Generative Merkmale
In einem gestreckten, zusammengesetzten Gesamtblütenstand der aus zymösen Teilblütenständen mit meist 5 bis 20 (3 bis 30) über Tragblättern an Blütenstielen stehenden Blüten besteht; selten stehen die Blüten einzeln.
Die mehr oder weniger radiärsymmetrischen Blüten sind zwittrig und fünfzählig mit doppelter Blütenhülle (Perianth). Die meist grünen, manchmal purpurfarbenen Blütenbecher (Hypanthium) sind auf der Hälfte bis fünfsechstel ihre Länge mit dem Fruchtknoten verwachsen; der freie Bereich ist 0,7 bis 3 mm lang. Die fünf Kelchblätter sind grün bis purpurfarben. Die fünf meist reinweißen Kronblätter (bei Boykinia richardsonii manchmal mit rosafarbenen Nerven) sind immer ungeteilt. Es ist nur ein Kreis mit fünf Staubblättern vorhanden. Zwei Fruchtblätter sind zu einem zwei Drittel bis vollkommen unterständigen, zweikammerigen Fruchtknoten verwachsen. Die zwei Griffel enden jeweils in einer Narbe.
Die zweischnabeligen Kapselfrüchte enthalten etwa 50 bis 500 Samen. Die meist schwarzen Samen sind ellipsoid und narbig (tuberculat), aber bei Boykinia richardsonii sind sie glatt und braun.
Die Chromosomengrundzahl beträgt n = 7.

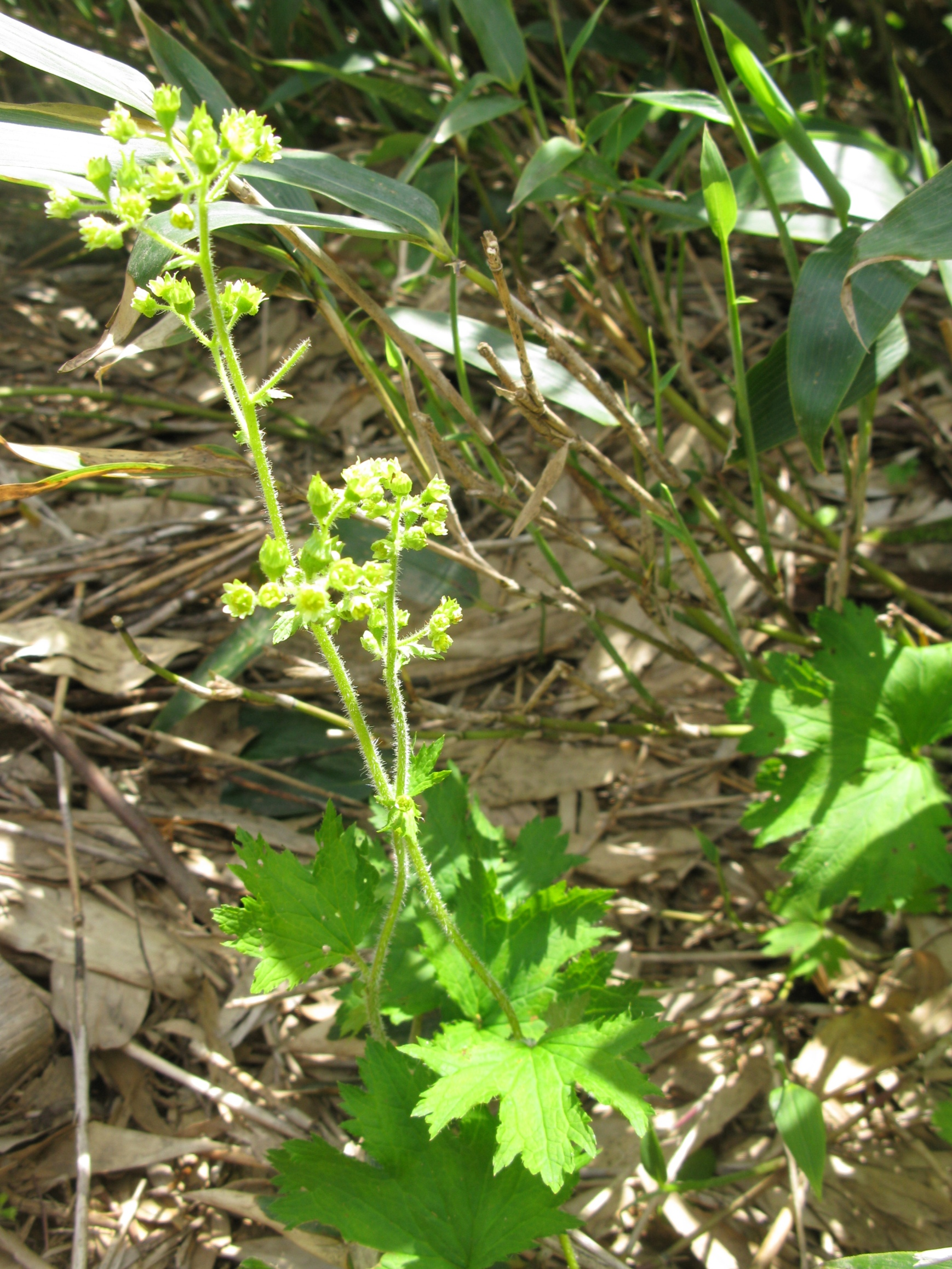
Habitus, Laubblätter und Blütenstand von Boykinia lycoctonifolia

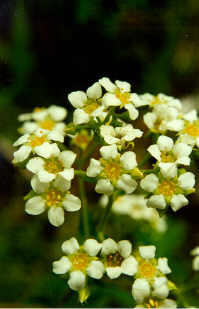
Ausschnitt aus einem Blütenstand von Boykinia major.

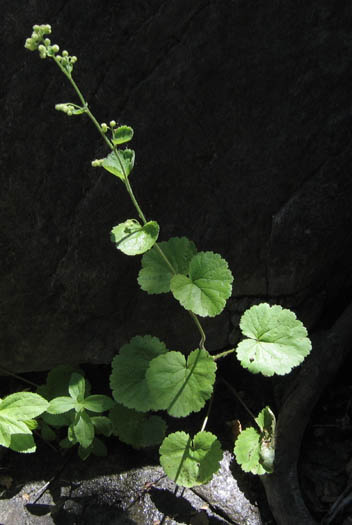
Habitus, Laubblätter und knospiger Blütenstand von Boykinia rotundifolia

## Systematik und Verbreitung
Der Gattungsname Boykinia wurde 1834 von Thomas Nuttall im Artikel A Description of some of the rarer or little known plants indigenous to the United States, from the dried specimens in the herbarium of the Academy of Natural Sciences of Philadelphia, im Journal of the Academy of Natural Sciences of Philadelphia, Band 7, Teil 1, S. 113–114 erstveröffentlicht. Typusart ist Boykinia aconitifolia Nutt. Der Gattungsname Boykinia ehrt wahrscheinlich Samuel Boykin (1786–1848), einen Pflanzer, Arzt und Naturforscher in Milledgeville, Georgia. Synonyme für Boykinia Nutt. sind: Telesonix Raf., Therofon Raf., Therophon Rydb. orth. var., Neoboykinia H.Hara.
Die Gattung Boykinia besitzt ein disjunktes Areal mit sechs Arten in Nordamerika und einer Art in Japan.
Die Gattung Boykinia enthält etwa sieben Arten:
- Boykinia aconitifolia Nutt.: Sie gedeiht in feuchten Waldland, an Ufern von Seen, Teichen und Fließgewässern in Höhenlagen zwischen 300 und 1000 Metern in Alberta, Georgia, Kentucky, North Carolina, South Carolina, Tennessee, Virginia, West Virginia.
- Boykinia intermedia (Piper) G.N.Jones: Sie gedeiht in gemäßigten Regenwäldern, an Ufern von Seen, Teichen und Fließgewässern in Höhenlagen von 10 bis 700 Metern in Oregon und Washington.
- Boykinia lycoctonifolia (Maxim.) Engl.: Sie kommt nur in Japan vor.
- Boykinia major A.Gray: Sie gedeiht in feuchtem Waldland, an Ufern von Seen, Teichen und Fließgewässern in Höhenlagen zwischen 200 und 2200 Metern in Kalifornien, Idaho, Montana und Oregon.
- Boykinia occidentalis Torrey & A.Gray: Sie gedeiht in feuchtkaltem Waldland, an Ufern von Seen, Teichen und Fließgewässern, in Sümpfen, oft auf gestörten Flächen und an Bahnstrecken in Höhenlagen von 0 bis 1400 (selten bis zu 1700) Metern in British Columbia, Kalifornien, Oregon und Washington.
- Boykinia richardsonii (Hook.) Rothrock: Sie gedeiht in Rinnen an Fließgewässern, Grasland und Wiesen, die offen oder teilweise von Weiden-Gebüsch schattiert sein können, in Höhenlagen von 0 bis 1700 Metern in Yukon und Alaska.
- Boykinia rotundifolia Parry ex A.Gray: Sie gedeiht in feuchtkaltem Waldland, an Ufern von Seen, Teichen und Fließgewässern, oft auf gestörten Flächen und an Bahnstrecken in Höhenlagen von 800 bis 2000 Metern in Kalifornien und Baja California.

## Nutzung
Über eine Nutzung durch den Menschen ist wenig bekannt. Boykinia major  und Boykinia aconitifolia werden selten als Zierpflanzen in den Gemäßigten Gebieten verwendet.